# Discestra saucia
Discestra saucia är en fjärilsart som beskrevs av Eugen Johann Christoph Esper 1786. Discestra saucia ingår i släktet Discestra och familjen nattflyn. Inga underarter finns listade i Catalogue of Life.